# Egon Friedell
Egon Friedell (rodným jménem Egon Friedmann; 21. ledna 1878, Vídeň – 16. března 1938, Vídeň) byl rakouský historik, dramatik, divadelní kritik a kabaretiér židovského původu.

## Život
Friedell byl druhým dítětem židovských rodičů Morize Friedmanna a Karoline (rozené Eisenbergerové), kteří provozovali továrnu na hedvábí v Mariahilfu. Jeho starší bratr Oskar Friedmann se později také stal spisovatelem a novinářem. Když mu byl jeden rok, matka odešla od rodiny k jinému muži, od té doby žil jen s otcem. K rozvodu došlo v roce 1887. Po smrti svého otce v roce 1889 žil Friedell se svou tetou ve Frankfurtu nad Mohanem, kde navštěvoval školu, dokud nebyl o tři roky později vyloučen za neukázněné chování. I v tomto mladém věku byl Friedell považován za potížistu a volnomyšlenkáře. V roce 1897 se zřekl judaismu a konvertoval k luteránství. Až v roce 1899 složil v Bad Hersfeldu po čtyřech pokusech maturitní zkoušku. Po maturitě se zapsal na univerzitu v Heidelbergu, kde chodil na přednášky k historikovi filozofie Kuno Fischerovi. V roce 1899 také dosáhl plnoletosti a přijal svůj podíl na dědictví po otci. To mu umožnilo koupit si činžovní dům ve Vídni na Gentzgasse 7, kde od té doby žil, a kde také zemřel.
V letech 1900 až 1904 studoval filozofii a německou literaturu na Vídeňské univerzitě. V té době se seznámil s Peterem Altenbergem a začal psát články pro März a Die Schaubühne. V roce 1904 získal doktorát za disertační práci Novalis als Philosoph, kterou napsal pod vedením Friedricha Jodla. Jeho disertační práce byla brzy poté publikována v Bruckmann Verlag v Mnichově.
V roce 1905 začal publikovat texty v satirickém časopise Karla Krause Die Fackel. Vydal v něm několik větších textů, často ve spolupráci s Altenbergem. Pak se s Krausem rozešel. V roce 1906 začal Friedell vystupovat v kabaretech Nachtlicht a Hölle. V roce 1907 režíroval ve vídeňském divadle Intimes, které vedl jeho bratr Oskar Friedmann. Zde inscenoval hry Augusta Strindberga, Franka Wedekinda a Maurice Maeterlincka a poprvé je uvedl do Vídně.
V letech 1908 až 1910 působil jako umělecký ředitel kabaretu Netopýr, pojmenovaného po operetě Johanna Strausse. Většinu skladeb pro tuto scénu psal buď Altenberg, Friedell nebo Alfred Polgár. Do okruhu Netopýra patřili i Oscar Straus, Hermann Bahr, Franz Blei, Erich Mühsam, Hanns Heinz Ewers, Alexander Roda Roda a Frank Wedekind. Friedell též pokračoval ve vydávání esejů a jednoaktovek. Jeho prvním literárním počinem byl Der Petroleumkönig v roce 1908. Parodie Goethe im Examen, kterou napsal společně s Alfredem Polgárem a v níž si zahrál i hlavní roli, ho proslavila v německy mluvících zemích a byla zmíněna i v Sunday Times. Tuto roli hrál opakovaně až do roku 1938. V té době také napsal Soldatenleben im Frieden.
V roce 1910 byl Friedell pověřen nakladatelem Samuelem Fischerem, aby napsal biografii básníka Petera Altenberga. Kniha byla komerčním neúspěchem, ale přesměrovala Friedellův zájem ke kulturní historii. V roce 1912 odjel do Berlína, kde také vystupoval v kabaretech. V roce 1913 dočasně pracoval jako herec pro režiséra Maxe Reinhardta. V roce 1914 již neúnosně trpěl alkoholismem a obezitou a byl nucen podstoupit léčbu v sanatoriu poblíž Mnichova. Friedell byl nadšený ze začátku první světové války, stejně jako mnoho jeho současníků, a dobrovolně se přihlásil do armády, ale byl odmítnut. V roce 1916 si oficiálně změnil jméno na Friedell. V roce 1920 vydal Jidášovu tragédii, v roce 1923 byla uvedena v Burgtheateru.
Na počátku 20. let napsal tři svazky svých Kulturních dějin moderní doby, které popisují dějiny ve značně anekdotické a aforistické formě. Podtitul knihy zněl Krize evropské duše od černé smrti po první světovou válku. Jeho přístup k historii ovlivnili Oswald Spengler a Jacob Burckhardt. V knize mj. odmítl ideu pokroku. V roce 1924 byl vyhozen z časopisu Stunde za satirické poznámky.
V letech 1919 až 1924 pracoval jako novinář a divadelní kritik pro různá periodika jako Die Schaubühne, Der Merker a Neues Wiener Journal. V letech 1924 až 1927 byl Maxem Reinhardtem angažován do Theater in der Josefstadt. Zde si zahrál mj. ve hrách Sluha dvou pánů nebo Kupec benátský. Po roce 1927 mu zdravotní problémy znemožnily hrát a působil jako nezávislý esejista a překladatel. Mezi autory, které překládal, patřili Ralph Waldo Emerson, Thomas Carlyle, Hans Christian Andersen nebo Thomas Babington Macaulay.
V roce 1937 byla Friedellova díla zakázána nacionálně socialistickým režimem a všichni němečtí a rakouští vydavatelé odmítli jeho díla publikovat. Po anšlusu Rakouska se rozmohl antisemitismus a Židé byli běžně biti na ulicích. Friedell začal uvažovat, že ukončí svůj život, jak uvedl například v dopise příteli Ödönu von Horváthovi. Dne 16. března 1938 kolem 22:00 dorazili do Friedellova domu dva příslušníci SA, aby ho zatkli. Zatímco se dohadovali s jeho hospodyní, šedesátiletý Friedell spáchal sebevraždu skokem z okna. Než skočil, varoval chodce jdoucí po chodníku. Byl pohřben na protestantském hřbitově ve vídeňském Simmeringu.